# 新潟県農業大学校
新潟県農業大学校（にいがたけんのうぎょうだいがっこう、英語:Niigata prefectural Agricultural College）とは、新潟県新潟市西蒲区にある新潟県立の農業大学校である。1979年に設置された。学校の略称は農大（のうだい）。

## 基礎データ

### 所在地
- 新潟県新潟市西蒲区巻甲12021番地

### アクセス
- JR巻駅より北東へ約3 km（徒歩約40分）
- 高速バス「巻潟東バスストップ」より北西へ約4.5 km
- 新潟交通観光バス「巻自動車学校前」バス停（国道460号沿い）より北へ約3 km（徒歩約40分）

## 設置学科
- 学科(専門学校専門士課程)
  - 稲作経営科：稲作専攻
  - 園芸経営科：野菜専攻、果樹専攻、花き専攻
  - 畜産経営科：酪農専攻、肉畜専攻
- 研究科(専門学校高度専門士課程)
  - 就農者コース
  - 指導者コース

## 沿革
- 1963年 - 新潟県農業大学校の前身となる新潟県農業教育センター発足(旧加茂経営伝習農場及び農研会館で授業開始)
- 1964年 - 西蒲原郡巻町(現：新潟市西蒲区)に移転（同年同一敷地内に県立興農館高校発足）
- 1979年 - 新潟県農業大学校として再編、発足（農産科、園芸科、畜産科設置）
- 1984年 - 新たな農業大学校設置条例制定に伴う、新潟県農業大学校への移行、総合農業科、蚕業科、園芸科、畜産科設置（人事院規則で短期大学卒業と同等の扱いとなる）
- 1997年 - 新校舎等、本館・学生寮・農業生涯研修館が完成し移転（住所の番地が12007番地から12021番地へ）
- 2000年 - カリキュラム改正（単位制導入）
- 2002年 - 新潟県立興農館高等学校閉校に伴い、一部の農場、施設などを引き継ぐ(農場、施設規模が拡大、拡充)
- 2007年 - 研究科の新設（人事院規則で大学卒業と同等の扱いとなる）
- 2008年 - 専修学校（専門課程）に位置づけ（農業大学校学科(2年)卒業後、4年制大学の3年次への編入が可能となる）

## 特色
新潟県農業大学校のカリキュラムは、農業の基礎から実践までを身に付けることを目的に、教室内の講義、演習から理論を学び、農場の実習から理論を実践的に活用して習得するように、講義、演習、実習を一体的に行う学習方法をとる。そのため講義 演習と実習の時間配分が50：50となっており、理論に対する理解を深めることができる。
学科において実習の主要な科目である「経営実践・課題解決学習II」では、学生の主体性と責任を持った農場管理によって実践力を身に付ける。
稲作経営科は、10人程度のグループを作り、学生1人あたり50アールの水田を受け持ち、自ら責任を持って水稲の栽培管理を実践、同様に園芸経営科は3～5人程度のグループを作り、複数品目を組み合わせた農場経営を実践し、栽培から販売までの農業経営を学んでいる。畜産経営科は全員で乳牛、肉牛の飼育管理を実践し、畜産経営を学んでいる。
この様な農場経営の実践と併せて卒業論文に相当する試験研究課題（課題解決）を学生1人あたり1～2課題に取り組むことによって農業の生産現場あるいは指導機関、農業関係企業等において即戦力となる人材を育成している。学科を卒業すると専門士の称号が付与され、人事院規則で短期大学卒業と同等の扱いとなる。
学科卒業後に進学する場合は、当校研究科への進学の他、2008年（平成20年）度に専修学校の認可を受けているため、4年制大学3年次への編入が可能である。

## 学生生活

### 部活動・クラブ活動・サークル活動
野球、バスケットボール、サッカー（フットサル）、バドミントン、卓球など体育系の他、園芸、料理などのサークル活動がある。
それぞれ地域のクラブチームとの対戦や競技大会に出場するサークルもあるが、新潟県農業大学校、群馬県立農林大学校、埼玉県農業大学校、長野県農業大学校の4校で四県スポーツ交流大会と称するスポーツ交流が行われており、この大会を目標とするサークルが多い。
活動は学生の自治活動として行われるため、学生自治会の認可によって設立、予算配当が行われる。また、顧問として教職員を迎える方針としているため、近年、他の大学で問題とされている政治・宗教系のダミーサークルは存在しない。

### 農大祭（学園祭）
10月中下旬の土曜日に「農大祭」と称する学園祭が開催される（2011年は10月22日）。全学生が企画、運営に関わり、米、野菜、果物などの農畜産物、焼きそば・豚汁等の販売、専攻別の展示、ふれあい動物園、もちつき等、多くのイベントが行われる。
　特に農畜産物の販売は、実習として学生が自ら生産した農畜産物が格安な価格で提供されるため、多くの来場者が開会前から訪れる。1日間の開催であるが1,500人以上の来場者で賑わい、実りの秋にふさわしい「食」と「農」を感じられるイベントである。

### 学生寮
学科は全寮制となっているため基本的に全学生が入寮することになる。学生寮は全て個室でプライバシーが確保されていることや、インターネット、洗面台が完備されており充実した設備となっている。研究科の入寮は任意となっている。